# Iago
Iago este un personaj fictiv din drama Othello de William Shakespeare. A fost inspirat de un personaj din Hecatommithi (O sută de povestiri) de Giraldi Cinthio. Iago este sfătuitorul (stegarul) lui Othello și soțul Emiliei, servitoarea (camerista) Desdemonei.
Iago îl urăște pe Othello deoarece l-a promovat pe Cassio la gradul de locotenent, deși (conform opiniei lui Iago) nu se remarcase printr-un niciun fapt de arme. Iago plănuiește să se răzbune pe maur, făcându-l să creadă că Desdemona are o aventură cu Michael Cassio.

## Istoric al rolului
Interpretarea istorică, pentru prima dată, a acestui personaj detestat și detestabil, este atribuită actorului Robert Armin, care interpreta în epocă, roluri de claun inteligent și plin de umor, așa cum era personajul Touchstone din comedia Cum vă place (în original, As You Like It) sau Feste din piesa A douăsprezecea noapte (în original, Twelfth Night).

## Descriere
Iago își trădează adevărata față prin limbaj, nu numai atunci când își expune planurile sau păcălește celelalte personaje, ci și prin diferite cuvinte, care la prima vedere par să nu aibă subtext. Atunci când vorbește despre iubire, imaginea animalelor în perioada în care sunt în călduri apare mereu în mintea sa. Obiectele menționate de el aparțin unei lumi inferioare și pur materiale, făcând referiri la animale respingătoare, mâncare, băutură și funcții corporale („plăpânda ei dragoste se va socoti înșelată, va începe să se îngrețoșeze, să se dezguste”).
Personajul duce lipsă evidentă de calități, acest lucru reieșind din propriile sale replici: declară despre dragoste că este „un altoi sau un răsad” al „pornirilor pătimașe, al imboldurilor cărnii, al dorințelor fără frâu,” respectiv „cinstea-i nebunie / Și surpă oamenii” iar „Reputația e o născocire ieftină.”
Iago preia din vocabularul lui Othello cuvinte importante, cu ajutorul cărora își urmărește scopurile, procedeul fiindu-i caracterestic:

„În conversație, Iago se adaptează întotdeauna partenerului și-și folosește limbajul ca mijloc de influențare și prindere în mreajă. Spre deosebire de Othello (...) e familiarizat îndeaproape cu posibilitățile și comportarea oamenilor aparținând celor mai variate condiții și clase (...) Întregul său vocabular este atunci acordat după starea sufletească și diapazonul celuilalt personaj. (...) Astfel, adresându-i-se lui Roderigo, Iago își însușește vocabularul bombastic, plin de latinisme, specific lui Roderigo însuși (...) când totuși i se adresează lui Montano, el trece de la proză la versuri, folosind metafore sonore.” W.H. Clemen.